# نير: الآلي
نير: الآلي (بالإنجليزية: Nier: Automata) هي لعبة فيديو تقمص الأدوار تم تطويرها بواسطة بلاتينيوم غيمز ونشرتها سكوير إنكس. تم إصدار اللعبة لـ بلاي ستيشن 4 ومايكروسوفت ويندوز في أوائل عام 2017. صدرت لجهاز Xbox One في وقت لاحق في يونيو 2018. نير اوتوماتا هي عبارة عن تكملة للعبة نير 2010. تقع في خضم حرب بالوكالة بين الآلات "machines" التي تم إنشاؤها من قبل الغزاة من العالم الآخر وبقايا الجنس البشرى، وتتبع القصة معارك الأندرويد «تو بى» "2B"، رفيقها «ناين أس» "9S"، ونموذج أندرويد أولي هارب «تو إيه» "2ِA".
بدأ الإنتاج في عام 2014، مع المنتج يوكو تارو والمنتج يوسوكي سايتو، والمؤلف الرئيسي كييشي أوكابي ، وكذلك فنان Square Enix أكيهيكو يوشيدا المسؤول عن تصميم الشخصيات. تستند القصة حول مواضيع مشابهة لأعمال يوكو السابقة، مثل دافع البشر للقتل والعدمية ، مع دمج قضايا مثل مواجهة التعصب والهروب من المواقف الصعبة. 

## ملخص

### الإعدادات والشخصيات
تشارك Nier: Automata لعبة Nier الأولى في بيئة العالم الفانى "post-apocalyptic world"، الذي يحدث بعد النهاية الرابعة للعبة Nier. في الوقت الذي تقلد فيه السلسلة سلسلة Drakengard " في الجو المظلم، لا تشترك Nier: Automata وبقية السلسلة في شئ. أي يمكن لعَبُها دون ضرورة لعب بقية السلسة. تدور أحداث القصة في عام 11945، وتدور القصة حول حرب بالوكالة بين الأندرويد من صنع الإنسان وجيش الماكينات من الغزاة من عالم آخر. بسبب الافتقار إلى المشاعر وأسماء حقيقية، يكون لدى الاندرويدز مواقف معينة تميزهم عن زملائهم. يتم تَوجيه قوات الروبوت "YoRHa" من Bunker "مخبأ"، وهي قاعدة استطلاع في مداركوكب الأرض. وهم يقاتلون جنبا إلى جنب مع أندرويدز موجودون مسبقاً على كوكب الأرض، ويرجع وجودهم إلي قبل إنشاء YoRHa وتعرف الأندرويدز على كوكب الأرض باسم (المقاومة) للقتال ضد للآلات.

## الاستقبال
عند إطلاق Nier: Automata ، استقبلت بأراء إيجابية للغاية، حيث أشاد النقاد بسَرد اللعبة وتوصيفها وعمقها الموضوعي وتصميمها الموسيقي ونظام قتالها ومزجها من أنواع الألعاب المختلفة، بالإضافة إلى إستخدامها للألعاب الفيديو لنقل قصتها، في حين تم توجيه الانتقادات إلى مشاكل اللعبة البصرية والتقنية. بحلول يونيو 2018 شحنت اللعبة أكثر من ثلاثة ملايين نسخة في جميع أنحاء العالم.
| استقبال |                                        |
| --- | -------------------------------------- |
| مجموع النقاط المجموع نقاط ميتاكريتيك (PS4) 88/100 (PC) 84/100 (XONE) 90/100 نتائج المراجعة نشرة نقاط دستركتويد 9/10 إلكترونك غيمينغ مونثلي 8.5/10 يورو غيمر Recommended فاميتسو 39/40 غيم إنفورمر 7.75/10 غيم سبوت 9/10 غيمز رادار آي جي إن 8.9/10 بي سي غيمر (الولايات المتحدة) 79/100 بوليغون 8/10 |                                        |
| مجموع النقاط |                                        |
| المجموع | نقاط                                   |
| ميتاكريتيك | (PS4) 88/100 (PC) 84/100 (XONE) 90/100 |
| نتائج المراجعة |                                        |
| نشرة | نقاط                                   |
| دستركتويد | 9/10                                   |
| إلكترونك غيمينغ مونثلي | 8.5/10                                 |
| يورو غيمر | Recommended                            |
| فاميتسو | 39/40                                  |
| غيم إنفورمر | 7.75/10                                |
| غيم سبوت | 9/10                                   |
| غيمز رادار | 4.5/5 stars                            |
| آي جي إن | 8.9/10                                 |
| بي سي غيمر (الولايات المتحدة) | 79/100                                 |
| بوليغون | 8/10                                   |

## المبيعات
باعت اللعبة 198.542 نسخة خلال الأسبوع الأول من إطلاقها في اليابان، وتصدرت المخططات وتجاوزت بشكل كبير مبيعات نير الأصلية في عام 2010. في أبريل 2017، تم الإعلان عن بيع أكثر من 500000 نسخة من اللعبة في اليابان وآسيا، بما في ذلك الشحنات المادية والتنزيلات الرقمية. وفقًا لتقرير مجموعة NPD لشهر مارس 2017، وصلت إلى المركز التاسع في إجمالي المبيعات، والسادس في مخطط PS4. في المملكة المتحدة، ظهرت اللعبة لأول مرة في المركز السادس في الرسوم البيانية العامة للبرمجيات. بحلول مايو 2017، وصلت الأصدارات المادية والرقمية للعبة عبر PS4 والكمبيوتر الشخصي إلى 1.5 مليون نسخة.وكان يُنظر إليها على أنها نجاح مفاجئ مقارنة بالمبيعات المنخفضة للجزء الأول، بحلول مايو 2019، وصلت شحنات اللعبة أربعة ملايين نسخة عالميا ، مع بيع 500000 نسخة إضافية بحلول مارس 2020. تجاوزت اللعبة توقعات مبيعات سكوير إنكس بشكل كبير، وجعلتهم يعتبرون نير بمثابة امتياز محتمل. أعلن استوديو بلاتينيوم غيمز ان مبيعات اللعبة القوية، بالإضافة إلى الاستقبال النقدي الإيجابي، على أنها إنقذت الاستوديو ونشطت الاهتمام العام بمنتجاته بعد عدة إصدارات مخيبة للآمال. بحلول مارس 2020، وصلت شحنات اللعبة عالميًا أكثر عن 4.5 مليون نسخة. اعتبارًا من سبتمبر 2020 تجاوزت الشحنات المادية والمبيعات الرقمية 4.85 مليون وحدة في جميع أنحاء العالم. أعلن في فبراير 2021 ان لعبة وصلت مبيعاتها إلى 5.5 مليون نسخة عالميًا. اعتبارًا من يونيو 2022، شحنت اللعبة 6.5 مليون نسخة حول العالم. اعتبارًا من نوفمبر 2022، باعت أكثر من سبعة ملايين نسخة حول العالم. في 22 فبراير 2024، اعلن انه لعبة قد باعت حوالي 8 مليون نسخة. في 27 ديسمبر 2024 ، قد باعت حوالي 9 مليون وحدة.

## جوائز
حصلت اللعبة على العديد من الجوائز خلال عامي 2017 و 2018، بما في ذلك جوائز التقدير من CEDEC ومؤتمر مطوري الألعاب. كما تم منحها أو ترشيحها في العديد من قوائم «الأفضل» لعام 2017 من قبل مواقع الألعاب.
| عام                                             | جائزة                                              | الفئة                             | نتيجة  | المرجع |
| ----------------------------------------------- | -------------------------------------------------- | --------------------------------- | ------ | ------ |
| 2017                                            | جوائز عصا التحكم الذهبية السنوية الخامسة والثلاثون | أفضل رواية                        | رشح    | [ 15 ] |
| 2017                                            | جوائز عصا التحكم الذهبية السنوية الخامسة والثلاثون | أفضل لعبة بلاي ستيشن للعام        | رشح    | [ 15 ] |
| 2017                                            | جوائز اللعبة 2017                                  | أفضل نتيجة / موسيقى               | فوز    | [ 15 ] |
| 2017                                            | جوائز اللعبة 2017                                  | أفضل قصة                          | رشح    | [ 15 ] |
| 2017                                            | جوائز اللعبة 2017                                  | أفضل لعبة لعب الأدوار             | رشح    | [ 15 ] |
| 2017                                            | نافجتر                                             | اتجاه الكاميرا في محرك اللعبة     | رشح    | [ 16 ] |
| 2017                                            | نافجتر                                             | النقاط الدرامية الأصلية، الامتياز | فوز    | [ 16 ] |
| 2017                                            | نافجتر                                             | لعبة العام                        | رشح    | [ 16 ] |
| 2017                                            | نافجتر                                             | تصميم اللعبة، الامتياز            | رشح    | [ 16 ] |
| 2017                                            | نافجتر                                             | تصميم الشخصيات                    | رشح    | [ 16 ] |
| 2017                                            | نافجتر                                             | الكتابة في الدراما                | رشح    | [ 16 ] |
| 2017                                            | جوائز اليابان للألعاب                              | قسم ألعاب العام - جائزة التميز    | فوز    | [ 15 ] |
| 2018                                            |                                                    |                                   |        |        |
| جوائز ألعاب الأكاديمية البريطانية               | تصميم اللعبة                                       | رشح                               | [ 17 ] |        |
| جوائز ألعاب الأكاديمية البريطانية               | ابتكار اللعبة                                      | رشح                               | [ 17 ] |        |
| جوائز DICE                                      | لعبة لعب الأدوار للعام                             | فوز                               | [ 15 ] |        |
| جوائز SXSW للألعاب                              | التميز في الإنجاز الفني                            | فوز                               | [ 18 ] |        |
| جوائز SXSW للألعاب                              | التميز في النوتة الموسيقية                         | فوز                               | [ 18 ] |        |
| جوائز اختيار مطوري اللعبة                       | لعبة العام                                         | رشح                               | [ 15 ] |        |
| جوائز اختيار مطوري اللعبة                       | جائزة الجمهور                                      | فوز                               | [ 15 ] |        |
| جوائز اختيار مطوري اللعبة                       | أفضل صوت                                           | رشح                               | [ 15 ] |        |
| جوائز اختيار مطوري اللعبة                       | أفضل تصميم                                         | رشح                               | [ 15 ] |        |
| جوائز جويستيك الذهبية السنوية السادسة والثلاثون | قسم ألعاب العام - جائزة التميز                     | رشح                               | [ 19 ] |        |

## روابط خارجية
- نير: الآلي على موقع IMDb (الإنجليزية)